# Барселона, Хулия
Хулия Барселона (таг. Julie Fenete Barcelona, род. 1972) — филиппинский ботаник-систематик, специалист по растениям семейства Раффлезиевые и других паразитических растений, первооткрыватель многих видов рода Раффлезия.

## Биография
Училась в Университете Санто-Томас (Манила, Филиппины), окончила его в 1994 году. Докторскую диссертацию защитила в Университете Майами (штат Огайо, США).
Работает в Университете Кентербери (Крайстчерч, Новая Зеландия). Сооснователь и главный редактор электронного проекта по созданию фотографической базы сосудистых растений Филиппин Co’s Digital Flora of the Philippines (проект посвящён памяти известного филиппинского ботаника Леонардо Ко, 1953—2010).
В 2005 году Хулия Барселона получила премию от Филиппинской академии молодых учёных как Лучший молодой учёный страны в области ботаники.
В 2014 году Хулией Барселоной совместно с другими ботаниками был описан найденный на Филиппинах вид Balanophora coralliformis Barcelona, Tandang & Pelser — паразитическое бесхлорофилльное растение с разветвлёнными надземными клубнями. Этот вид в 2015 году был включён в Top 10 New Species («Десять самых замечательных видов») — ежегодно составляемый Международным институтом по исследованию видов список наиболее примечательных биологических видов, описанных в предыдущем году.
В 2015 году в честь Хулии Барселоны был назван новый вид непентеса — Nepenthes barcelonae Tandang & Cheek.

## Семья
Замужем за голландским ботаником Питером Пелсером (род. 1976).

## Некоторые публикации
- Barcelona, J.F., P.B. Pelser & M.O. Cajano. 2007. Rafflesia banahaw (Rafflesiaceae), a new species from Luzon, Philippines. Blumea 52: 345—350.
- Barcelona, J.F., P.B. Pelser, E.M. Cabutaje & N.A. Bartolome. 2008. Another new species of Rafflesia (Rafflesiaceae) from Luzon, Philippines: R. leonardi. Blumea 53: 223—228.
- Barcelona, J.F., P.B. Pelser, D.S. Balete & L.L. Co. 2009. Taxonomy, ecology, and conservation status of Philippine Rafflesia (Rafflesiaceae). Blumea 54: 77—93.
- Balete, D.S., P.B. Pelser, D.L. Nickrent & J.F. Barcelona. 2010. Rafflesia verrucosa (Rafflesiaceae), a new species of small-flowered Rafflesia from eastern Mindanao, Philippines. Phytotaxa 10: 49—57.
- Barcelona, J.F., E.S. Fernando, D.L. Nickrent, D.S. Balete & P.B. Pelser. 2011. An amended description of Rafflesia leonardi and a revised key to Philippine Rafflesia (Rafflesiaceae). Phytotaxa 24: 11—18.
- Pelser, P.B. & J.F. Barcelona. 2013. Discovery through photography: Amyema nickrentii, a new species of Loranthaceae from Aurora Province, Philippines. Phytotaxa 125: 47—52.
- Pelser, P.B., D.L. Nickrent, J.R.C. Callado & J.F. Barcelona. 2013. Mt. Banahaw reveals: The resurrection and neotypification of the name Rafflesia lagascae (Rafflesiaceae) and clues to the dispersal of Rafflesia seeds Phytotaxa 131: 35—40.
- Barcelona, J.F., D.L. Nickrent, J.V. LaFrankie, J.R.C. Callado & P.B. Pelser. 2013. Co’s Digital Flora of the Philippines: plant identification and conservation through cybertaxonomy. Philippine Journal of Science 142 (special issue): 57—67.
- Journé, V., J.F. Barcelona, J.V. LaFrankie & P.B. Pelser. 2014. Stylidium javanicum (Stylidiaceae), a new triggerplant record for the Philippines. Phytotaxa 186: 113—116.
- Pelser, Pieter B., Tandang, Danilo N., and Julie F. Barcelona. 2014. Balanophora coralliformis (Balanophoraceae), a new species from Mt. Mingan, Luzon, Philippines. Phytotaxon 170: 291—295.
- Molina, J.E., K.M. Hazzouri, D.L. Nickrent, M. Geisler, R.S. Meyer, M.M. Pentony, J.M. Flowers, P.B. Pelser, J.F. Barcelona, S.A. Inovejas, I. Uy, W. Yuan, O. Wilkins, C.-I. Michel, S. LockLear, G.P. Concepcion & M.D. Purugganan. 2014. Possible loss of the chloroplast genome in the parasitic flowering plant Rafflesia lagascae (Rafflesiaceae). Molecular Biology and Evolution 31: 793—803.
- Barcelona, J.F. & P.B. Pelser. 2014. Phanerosorus (Matoniaceae), a new fern genus record for the Philippines. Phytotaxa 170: 133—135.
- Barcelona, J.F., M.M.E. Manting, R.B. Arbolonio, R.B. Caballero & P.B. Pelser. 2014. Rafflesia mixta (Rafflesiaceae), a new species from Surigao del Norte, Mindanao, Philippines. Phytotaxa 174: 272—278.